# Moquinia racemosa
Moquinia racemosa DC., 1838 è una specie di pianta angiosperma dicotiledone della famiglia delle Asteraceae. È l'unica specie del genere Moquinia DC., 1838.

## Descrizione
Le piante di questa specie sono arbustive (o anche arboree) di tipo ginodioico i cui organi interni sono privi di latice e i fusti non sono fistolosi (ossia cavi); sono invece presenti triterpeni. La pubescenza è fatta di peli bianchi di tipo aracnoide.
Le foglie lungo il fusto sono disposte in modo alterno, sono brevemente picciolate e la consistenza è coriacea. Hanno la lamina a forma obovata/ellittica e venature pennate. La superficie è ricoperta da ghiandole; quella inferiore è biancastra o colorata di giallo pallido e tomentosa.
Le infiorescenze, terminali di tipo piramidale/tirsoide (dei densi rami in composizioni racemiformi), sono formate da capolini formati da pochi fiori (da 1 a 5). La struttura dei capolini è quella tipica delle Asteraceae: un peduncolo sorregge un involucro composto da 25 squame (o brattee) disposte su 4 - 5 serie che fanno da protezione al ricettacolo  sul quale s'inseriscono i fiori (di tipo tubuloso). L'involucro è strettamente campanulato e ricoperto da brattee scalate in lunghezza, colorate di verde-bruno con corti peli e margini ialini. Il ricettacolo è nudo, ossia è privo di pagliette a protezione della base di fiori. Lunghezza del peduncolo: 1 – 3 mm.
I fiori sono tetra-ciclici (ossia sono presenti 4 verticilli: calice – corolla – androceo – gineceo) e pentameri (ogni verticillo ha in genere 5 elementi). I fiori, da 4 a 5 per capolino, sono inoltre ermafroditi, attinomorfi; sono inoltre omogami, oppure in fiori funzionalmente femminili le antere sono abortite.
- Formula fiorale:

*/x K {\displaystyle \infty }, [C (5), A (5)], G 2 (infero), achenio
- Calice: i sepali del calice sono ridotti ad una coroncina di squame.

- Corolla: il colore delle corolle, composte da 5 lobi terminali allungati e brevemente connati, varia da lavanda-violaceo a purpureo. La porzione tubolare è stretta ed allungata. La superficie delle corolle è ghiandolosa ma liscia.

- Androceo: gli stami sono 5 con filamenti liberi e distinti, mentre le antere sono saldate in un manicotto (o tubo) circondante lo stilo. Le antere sono provviste di appendici con forme oblunghe-ovate e le teche sono calcarate e con piccole code. Il tessuto dell'endotecio ha degli ampi ispessimenti verticali. Il polline tricolporato ha forme sferiche con superficie echinata (con punte).

- Gineceo: lo stilo è filiforme, sottile e snello nella parte basale, mentre è gonfio e scabroso vicino alla ramificazione. Gli stigmi sono due, brevi e divergenti, sono scabrosi verso l'esterno, mentre internamente la superficie stigmatica è continua. L'ovario è infero uniloculare formato da 2 carpelli. Nei capolini con molti fiori gli stigmi hanno un orientamento tangenziale.

I frutti sono degli acheni con pappo. Gli acheni sono setolosi (ricoperti da numerosi peli doppi) con forme prismatiche con 10 - 17 coste; sono privi di fitomelanina ma provvisti di rafidi scuri; il carpoforo ha la forma di un tappo (13 - 17 cellule seriate). Nell'achenio sono presenti degli idioblasti allungati, talvolta disposti in serie. Il pappo è formato da 60 setole giallastre disposti su due serie (alcune punte delle setole sono allargate).

## Biologia
- Impollinazione: l'impollinazione avviene tramite insetti (impollinazione entomogama tramite farfalle diurne e notturne).
- Riproduzione: la fecondazione avviene fondamentalmente tramite l'impollinazione dei fiori (vedi sopra).
- Dispersione: i semi (gli acheni) cadendo a terra sono successivamente dispersi soprattutto da insetti tipo formiche (disseminazione mirmecoria). In questo tipo di piante avviene anche un altro tipo di dispersione: zoocoria. Infatti le brattee dell'involucro possono agganciarsi ai peli degli animali di passaggio disperdendo così anche su lunghe distanze i semi della pianta.

## Distribuzione e habitat
L'areale della specie è ristretto agli stati brasiliani di Bahia e Minas Gerais (è un endemica del Brasile). I suoi habitat naturali sono la caatinga, un bioma esclusivo del Sertão, e il cerrado, un ambiente di savana tropicale.

## Tassonomia
La famiglia di appartenenza di questa voce (Asteraceae o Compositae, nomen conservandum) probabilmente originaria del Sud America, è la più numerosa del mondo vegetale, comprende oltre 23.000 specie distribuite su 1.535 generi, oppure 22.750 specie e 1.530 generi secondo altre fonti (una delle checklist più aggiornata elenca fino a 1.679 generi). La famiglia attualmente (2021) è divisa in 16 sottofamiglie.

### Filogenesi
Il genere della specie di questa voce è incluso nella tribù Moquinieae (sottofamiglia Vernonioideae). Solo recentemente in base ai dati sul DNA la tribù del genere di questa voce è stata trasferita nella sottofamiglia Vernonioideae. In precedenza questa specie era descritta all'interno della sottofamiglia Cichorioideae, anche in tribù diverse dalla Moquinieae.
I caratteri diagnostici per la tribù Moquinieae sono:
- i peli sono semplici;
- le foglie hanno delle forme da ellittiche a ovate con venature pennate;
- i fiori sono omogami o femminili;
- le antere sono speronate;
- le cellule dell'endotecio hanno degli ispessimenti alle estremità;
- gli stili sono rigonfi nella parte alta, ed hanno delle superfici stigmatiche interne continue;
- i frutti degli acheni sono privi di fitomelanina;
- il polline è echinato (con punte).

In particolare la specie di questa voce è individuata dai seguenti caratteri:
- le piante talvolta sono ginodioiche;
- l'infiorescenza è riccamente ramificata (tipo racemi o spighe);
- le parti inferiori sono tomentose, di colore bianco o giallo pallido;
- i capolini hanno 4 o 5 fiori;
- il pappo è giallo.